# Choque cultural en las misiones españolas en California
Se denomina choque cultural de las misiones californianas al intercambio entre la cultura occidental de base católica y las culturas indígenas nativas americanas que se produjo en las misiones españolas en California durante el dominio de este país sobre la Alta California. Tendría consecuencias posteriores después de la anexión de California por parte de EE. UU. Las misiones eran establecimientos religiosos regentados por los franciscanos entre 1769 y 1823 con el propósito de acoger a los habitantes del entonces territorio español mediante asentamientos y convertir a los nativos americanos a la religión Católica.
El dominio español de California trajo algunas consecuencias negativas tanto en lo cultural como en lo demográfico para las tribus nativas americanas. Los misioneros que estuvieron en estas misiones estaban acostumbrados al intercambio comercial. Estos aspectos han sido investigados a lo largo de décadas.

## Historia de la época española
Antes de que los padres franciscanos pudiesen abandonar la estructura temporal de las misiones y empezasen a trabajar en estructuras más permanentes debían atraer y convertir al Cristianismo a un número suficientemente grande de indios locales, que se convertirían en la parte principal de su fuerza laboral. Los sacerdotes ofrecían ropas, sábanas e incluso comida para atraer a los "infieles" hacia los propósitos de la misión o convencerles para mudarse a la misma o a asentamientos cercanos. Se esperaba que cada indio contribuyese con cierto número de horas semanales haciendo tejados, trabajando en cuadrillas de albañiles, realizando trabajos de artesanía o en las granjas. Las mujeres tejían y lavaban la ropa, preparaban la comida, y eran generalmente responsables de las tareas domésticas en la misión.
En 1811 el virrey de España en México envió un cuestionario (interrogatorio) a todas las misiones españolas en la Alta California para conocer las costumbres, disposición y condiciones de los indios de las misiones. Las respuestas fueron variadas en su longitud, espíritu e incluso en el valor de la información que contenían. Fueron compiladas y prologadas por el Padre-Presidente con un pequeño resumen. Dicha compilación fue enviada al gobierno del Virreinato. La naturaleza contemporánea de las respuestas, a pesar de lo incompletas que pudieran ser aporta un valor considerable a la moderna etnografía. Los indios pasaban asimismo mucho tiempo aprendiendo sobre distintos aspectos del cristianismo y atendiendo a misas y otros servicios religiosos varias veces al día (fray Gerónimo Boscana, un estudiante Franciscano que habitó en la misión de San Juan Capistrano durante más de una década desde 1812, compiló el que es el más amplio estudio de prácticas religiosas precolombinas en el valle de San Juan Capistrano.

## Alta California bajo dominio mexicano

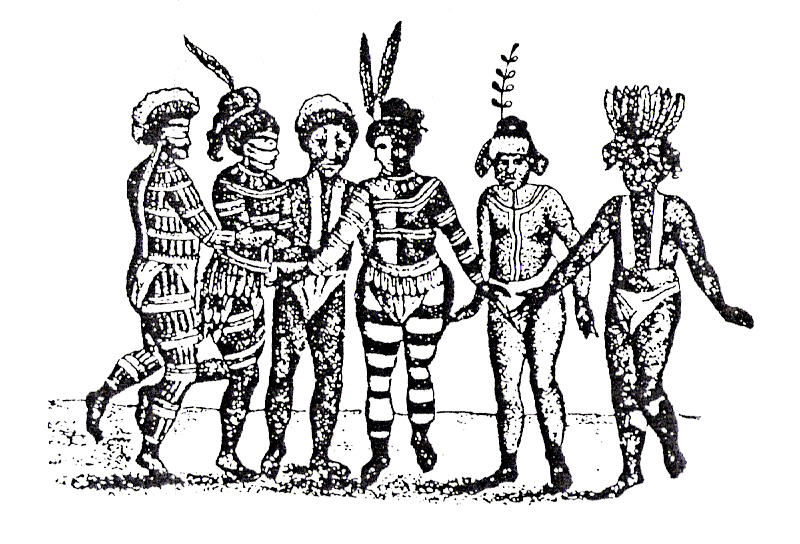
Grupo de indios en la misión de San José

Cuando se produjo la independencia de México esto afectó en primer lugar a las misiones franciscanas que gestionaban las fortificaciones y que quedaron bajo cargo del nuevo gobierno independiente mexicano. Gran parte de las mejores tierras de cultivo las poseían californios mediante concesiones otorgadas por la antigua potencia colonial. Estos terratenientes se servían de los pueblos indígenas para trabajarlas. Durante el período mexicano se constituyeron más ranchos en California en las tierras propiedad de las misiones y de los nativos americanos.

## Población
Aunque la población nativa precolombina de California se ha estimado en más de 350.000 individuos pero solo 80.000 en total fueron convertidos desde su fundación hasta cuando las misiones fueron secularizadas. Algunos expertos creen, sin embargo, que la población se redujo en torno a los 100.000 individuos hacia 1849 debido a la exposición de los nativos americanos a enfermedades traídas por los colonizadores europeos contra las que no tenían una preparación en sus genes.
| Fecha | Población de las misiones | Fecha | Población indígena de California |
| ----- | ------------------------- | ----- | -------------------------------- |
| 1769  | 20.000                    | 1770  | 350.000                          |
| 1805  | 25.000 (5.000 españoles)  | 1800  | 260.000                          |
| 1833  | +25.000                   | 1830  | 250.000                          |
| 1834  | 30.650                    | 1834  | 210.000                          |

## Estudios contemporáneos
Desde hace pocos años ha surgido un debate sobre el trato a los indios durante el período de las misiones y muchos han sido quienes ven en él una de las causas fundamentales del descenso de las poblaciones nativas americanas. Tradicionalmente los historiadores habían retratado el estilo de vida de las misiones de forma positiva para los indios, como un estilo relativamente confortable en la que estos no eran esclavos. Sin embargo but rather enthusiastic converts who (more often than not) took as much pride building the missions as the Spaniards who led them in their efforts. Generalmente se ha sostenido que la mayoría de los indios disfrutaban del nuevo estilo de vida y que les fue posible sostenerse económicamente después de la caída de este sistema utilizando las habilidades adquiridas en el periodo anterior. Supuestamente se les garantizaba que la podían abandonar para visitar sus lugares de origen durante el año y participar en celebraciones de su lugar de origen many ceremonies and celebrations throughout the year at the urging of their benefactors. Los antropólogos modernos creen sin embargo que los prejuicios culturales de los misioneros les cegaron ante las desgracias de los nativos haciéndoles formarse una opinión tremendamente negativa de ellos.
Han salido nuevas pruebas a la luz que ponen las experiencias de los nativos americanos de California en un nuevo contexto. Por ejemplo las mujeres eran agrupadas de forma separada a los hombres independientemente de que estuvieran casadas. Una vez que los indios aceptaban formar parte de la misión se les prohibía abandonarla sin permiso de un padre y and from then on led a fairly regimented life aprendiendo a vivir de forma "civilizada" como los españoles.. Los indios eran sujetos frecuentemente a castigos corporales y a otros castigos decididos por los padres.